# IMEEC

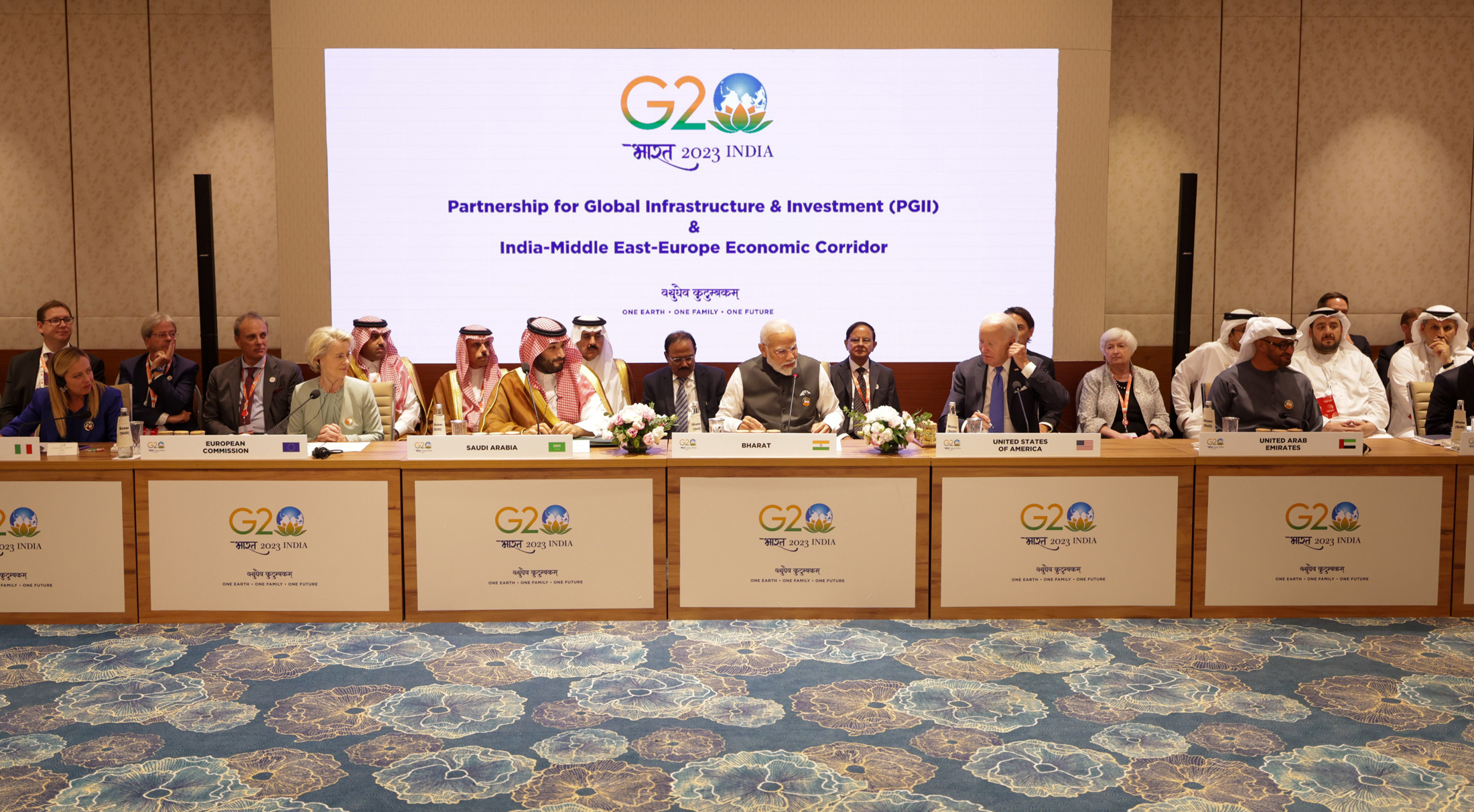
Präsentation des IMEEC-Projekts während des G20-Gipfels in Neu-Delhi

Der India-Middle East-Europe Economic Corridor (IMEEC, deutsch: Wirtschaftskorridor Indien-Nahost-Europa, auch IMEC abgekürzt) ist ein gemeinsames Projekt zur Verbesserung der Infrastrukturen für den Waren- und Energietransport sowie die Datenkommunikation, auf das sich Indien, mehrere weitere asiatische Staaten, darunter die des Persischen Golfs sowie die Europäische Union und die USA am Rand des G20-Gipfels im September 2023 verständigten. Es soll den Handel zwischen Indien, dem Nahen Osten und den EU-Staaten um 40 Prozent beschleunigen und das Wachstum und die Integration mehrerer asiatischer Länder verbessern. Die Absichtserklärung sieht die Errichtung einer direkten Eisenbahn- und Schifffahrtsverbindung zwischen den beteiligten Staaten sowie einen Ausbau von Stromnetzen, Energieprojekten (wie einer Wasserstoffpipeline zwischen Israel und Europa) und Hochgeschwindigkeitsdatenkabeln zwischen Asien, dem Nahen Osten und Europa vor.
Das Projekt steht im Rahmen der auf dem G7-Gipfel in St Ives 2021 vereinbarten und auf dem G7-Gipfel auf Schloss Elmau 2022 konkretisierten Kooperation („Partnership for Global Infrastructure and Investment“, auch „Build Back Better World“), die als Reaktion auf die Initiative Neue Seidenstraße der Volksrepublik China gesehen wird. Seitens der EU wird das Projekt über die Initiative Global Gateway mit 300 Milliarden Euro teilfinanziert.

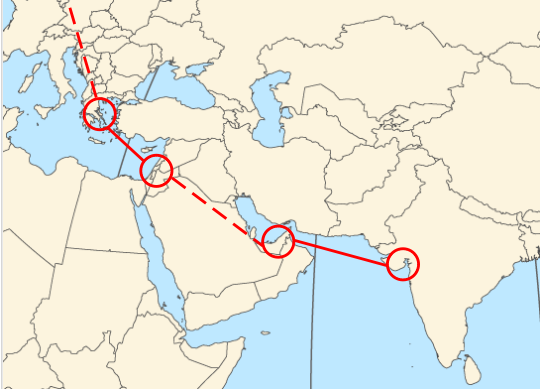
Schematische Darstellung des IMEEC-Korridors

Der beabsichtigte IMEEC-Korridor umgeht den Sueskanal und auch die Türkei. Der türkische Staatspräsident Erdoğan kritisierte dies und schlug stattdessen die Führung des Korridors über den Irak und die Türkei nach Europa vor. Der Irak plant in Kooperation mit mehreren Staaten des Nahen Ostens und der Türkei den Neubau einer schnellen Schienen- und Straßenverbindung („Route der Entwicklung“, englisch „Development Road“), die den im Bau befindlichen irakischen Hafen Grand Faw Port an der Nordspitze des Persischen Golfs (bei der Stadt Faw) mit dem türkischen Hafen von Mersin am Mittelmeer, nordöstlich von Zypern, verbinden soll.